# Benfica TV
A BTV é o canal de televisão do Sport Lisboa e Benfica e é o primeiro canal televisivo de um clube português. A nível mundial é o primeiro e único canal clubístico a transmitir em direto e em exclusivo os jogos para o campeonato da equipa profissional de futebol masculino do próprio clube no Estádio da Luz Também transmite os jogos do Benfica B e dos escalões de formação de futebol do Clube, a partir do Benfica Campus, o Centro de Formação e Treino do Clube, no Seixal, e dos Pupilos do Exercito, em Lisboa. Também transmite os jogos em casa da equipa profissional de futebol feminino do Clube, a partir do Benfica Campus, no Seixal, Estádio Municipal José Martins Vieira, em Almada e Estádio da Tapadinha, em Lisboa. E transmite ainda, os jogos das modalidades de pavilhão do Clube, em especial, jogados nos Pavilhões da Luz.
Atualmente, o Diretor-Geral da BTV é Ricardo Palacin.

## História
A primeira transmissão experimental da Benfica TV ocorreu no dia 2 de outubro de 2008 e incluiu o jogo entre Benfica e Nápoles, a contar para a Taça UEFA. Este jogo foi transmitido para Angola, Moçambique, Cabo Verde, São Tomé e Príncipe, Estados Unidos, Canadá, Brasil, Médio Oriente, França, Itália e Norte de África, cobrindo um universo de 44 milhões de falantes da língua portuguesa.

### Cronologia

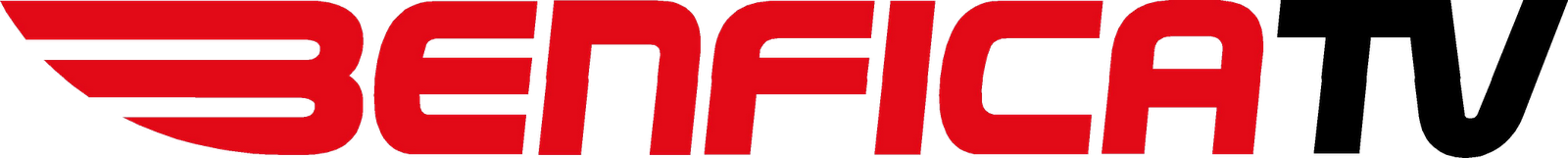
Logótipo da Benfica TV antes da mudança

- 2008

10 de dezembro – Início das emissões regulares, às 10 horas, na MEO, do primeiro canal de um clube em Portugal, a Benfica TV.
- 2009

10 de janeiro – Cabovisão, AR Telecom e Clix começam a transmitir a Benfica TV.
13 de março – Benfica TV passa a estar disponível para Cabo Verde, através de uma parceria entre a MEO e a ZAP TV, detida pela Cabo Verde Telecom.
12 de julho – Benfica TV lidera as audiências com um share médio de 21,9% durante o primeiro jogo  da época, um amigável entre Benfica e Sion.
- 2010

novembro – Benfica TV utrapassa um milhão de lares em Portugal.
- 2011

novembro – Benfica TV obtém lucro pela primeira vez, entre 2010 e 2011.
- 2012

5 de abril – Benfica TV passa a estar disponível em França, no serviço da Orange por IPTV.
19 de agosto – Benfica TV começa a transmitir o Brasileirão.
março e agosto – Benfica TV tem um crescimento nas audiências de 155% em relação ao mesmo período em 2011, alcançando 0,2% de share.
novembro – Benfica TV mantém lucro pelo segundo ano consecutivo.
25 de outubro – O Benfica confirma que, na próxima época, os jogos da equipa principal de futebol, no Estádio da Luz, serão transmitidos pela Benfica TV.
- 2013

28 de fevereiro – O Benfica anuncia a aquisição dos direitos de emissão da Premier League para as épocas entre 2013-2014 e 2015-2016.
1 de março – Domingos Soares de Oliveira, administrador da SAD do Benfica, confirma que na época 2013/2014 o canal vai passar a ser pago através de assinatura mensal. lo
1 de julho – Benfica TV passa a ser um canal pago por assinatura mensal e a estar disponível, também, na ZON.
10 de julho – Benfica TV volta a estar disponível na Cabovisão.
18 de julho – Em 18 dias, a Benfica TV atinge 80 mil assinantes.
29 de julho – Após 29 dias, a Benfica TV ultrapassa os 100 mil assinantes.
12 de agosto – Benfica TV passa a estar disponível na Vodafone TV.
14 de agosto – Passados 44 dias, o canal possui mais de 150 mil assinantes.
20 de agosto – No arranque da época, a Benfica TV obtém maior audiência que a Sport TV Live.
23 de agosto – Luís Filipe Vieira revela o lançamento da Benfica TV 2 em outubro.
25 de agosto – Primeira transmissão de um jogo oficial do Benfica frente ao Gil Vicente, no Estádio da Luz. Em Portugal, a Benfica TV teve uma audiência média de 1.8 e um share de 5.6%, liderando as audiências na televisão por assinatura, batendo todos os canais da Sport TV. Este jogo foi transmitido em 36 países.
13 de setembro – Benfica TV passa a estar disponível na Optimus Clix.
24 de setembro – Depois de estar perto dos 190 mil subscritores a Benfica TV ultrapassou os 210 mil assinantes.
25 de outubro – Com a celebração do décimo aniversário do novo Estádio da Luz, o grafismo da Benfica TV foi remodelado e foi criado o segundo canal, Benfica TV 2, que estreou com um jogo da Premier League entre o Liverpool e o Stoke City.
1 de dezembro – No "Relatório Intercalar 1º Trimestre 2013/2014" da Benfica SAD, é revelado que a Benfica TV ultrapassou os 231 mil assinantes e as receitas com transmissões televisivas atingiram os 4,9 milhões de euros.
10 de dezembro – No dia de aniversário do canal, e em entrevista exclusiva, Domingos Soares de Oliveira revela que a Benfica TV tem rentabilidade acima do esperado e 232 mil assinantes. O administrador da SAD salienta ainda a pressão que foi exercida sobre alguns clubes para não assinarem contratos com a Benfica TV, mesmo que financeiramente mais interessantes.
- 2014

10 de janeiro – É lançado o Benfica TV AoVivo, um serviço pay-per-view através da internet disponível em todos os países, excepto Portugal, Angola, Moçambique, Estados Unidos, Canadá e Brasil.
12 de janeiro – A Benfica TV é o segundo canal mais visto na televisão Portuguesa durante O Clássico.
30 de janeiro – Benfica TV atinge a marca de 280 mil assinantes.
10 de fevereiro – Benfica TV obtém 307.872 assinantes, um dia antes do derby.
15 de março – Benfica TV é transmitida em sinal aberto durante 24 horas.
20 de abril – Benfica TV atinge resultados históricos com a emissão especial e a transmissão do jogo que confirma o título de Campeão Nacional de Futebol.
27 de maio – Benfica TV anuncia transmissões do Ultimate Fighting Championship.
No mesmo dia e em entrevista em horário nobre, Luís Filipe Vieira revela que a Benfica TV tem 30 milhões de euros de receitas.
30 de maio – No "Relatório Intercalar 3º Trimestre 2013/2014" da Benfica SAD, é revelado que a Benfica TV gerou 20,2 milhões de euros de receita desde Julho de 2013 e que as receitas de televisão passaram a ser a principal fonte de rendimentos da SAD, a seguir à venda de jogadores.
19 de junho – A Benfica TV garante os direitos de transmissão dos jogos da Taça de Honra da AF Lisboa.
1 de julho – O logótipo do ecrã foi encurtado para uma versão pequena (de Benfica TV para BTV).
- 2015

30 de maio - A BTV emite a final da Copa del Rey, entre o FC Barcelona e Athletic Bilbao.
4 de julho - A BTV garantiu os direitos de transmissão dos campeonatos francês e italiano para o triénio 2015/2018.
2 de dezembro - O Benfica decidiu vender os direitos televisivos da sua primeira equipa assim como os direitos de distribuição e transmissão para a NOS por um período de 3 anos (contrato de €40 milhões por época) com a opção de poder estender por um máximo de 10 épocas e €400 milhões.
- 2016

- A BTV garante os jogos em casa na próxima época.
- A BTV deixa de transmitir os jogos dos campeonatos italiano e francês.
- A BTV fecha a BTV2 e a BTV1 passa a chamar-se BTV.
- 2021

7 de outubro - A BTV transmite pela primeira vez um debate entre os candidatos à Presidência do clube. Debateram assim Rui Costa e Francisco Benitez.

## Direitos de transmissão

### Ligas de Futebol
- Liga Portugal bwin (17 jogos do Benfica em casa)
- Liga Portugal 2 SABSEG (17 jogos do Benfica B em casa)
- Liga BPI (jogos do Benfica Feminino em casa)
- Taça de Portugal Feminina Allianz (jogos do Benfica Feminino em casa)
- Taça da Liga Feminina (jogos do Benfica Feminino em casa)

### Outras Modalidades
- Modalidades do Benfica (seniores e escalões de formação masculinos/femininos)

## Blocos informativos
Emissão diária:
- Benfica 10H
- Benfica 14H
- Benfica 21H
- Benfica 24H

Emissão ocasional:
- Notícias
- Última Hora
- Emissão Especial

## Lista de programas
- Cine BTV
- Debate
- Contas Feitas Dúvidas Desfeitas
- Aquecimento
- Lanças Apontadas
- Cartão de Sócio
- Jogo Limpo
- Atenção ao Desporto
- Sonhando SLB
- E Pluribus Unum
- 105x68
- Os Momentos
- Grandes Adeptos
- Jornal O Benfica
- Relatórios e Contas
- Uma Semana do Melhor
- Off the Record
- As Regras dos Jogos
- BTV Now
- Sport Lisboa & Modalidades
- Pelas Casas do Benfica
- Vitórias & Património
- Quiosque TV
- Em Linha
- Reportagem Especial
- Top do Craque
- Tempo Corrido
- Netpress BTV
- Caixa Futebol Campus
- Alta Fidelidade

Programas originais produzidos pela BTV

## Canais concorrentes
- Sport TV
- Eurosport
- A Bola TV
- Porto Canal
- Sporting TV
- Canal 11
- Eleven Sports (Portugal)